# فيرناندو غوميش
فيرناندو مينديش سواريش غوميش (بالبرتغالية: Fernando Mendes Soares Gomes)، من مواليد 22 نوفمبر 1956 في بورتو في البرتغال، لاعب كرة قدم برتغالي سابق.
حاز على جائزة الحذاء الذهبي الأوروبي في عام 1983 و1985.
لعب مع منتخب البرتغال لكرة القدم 48 مباراة وسجل 13 هدف.

## مسيرته الكروية
لعب فيرناندو غوميش خلال مسيرته الاحترافية مع 3 أندية في سبعة عشر موسمًا وسجل خلالها 331 هدف ضمن 432 مباراة. حيث فاز في ثلاثة مواسم بالكأس وفي خمسة مواسم بالدوري.
خاض فيرناندو غوميش مسيرته مع نادي بورتو في موسم 1974–75 في المرة الأولى ليلعب معه ستة مواسم ثم في موسم 1982–83 ليلعب معه سبعة مواسم، مشاركًا طوالها في 342 مباراة سجل خلالها 288 هدف. ثم انتقل إلى نادي ريال سبورتينغ خيخون في موسم 1980–81 ولمدة موسمين، حيث شارك في 27 مباراة سجل خلالها 12 هدفًا. لينتقل بعدها إلى نادي سبورتينغ لشبونة في موسم 1989–90 ولمدة موسمين، مشاركًا في 63 مباراة سجل خلالها 31 هدفًا.

## روابط خارجية
- فيرناندو غوميش على موقع الاتحاد الدولي (مؤرشف)  (الإنجليزية)
- فيرناندو غوميش على موقع الاتحاد الأوربي (الإنجليزية)
- فيرناندو غوميش على موقع قاعدة بيانات كرة القدم.إي يو (الإنجليزية)
- فيرناندو غوميش على موقع ناشيونال فوتبول تيمز (الإنجليزية)
- فيرناندو غوميش على موقع عالم كرة القدم.نت (الإنجليزية)